# Quartet de corda núm. 11 (Mozart)
El Quartet de corda núm. 11 en mi bemoll major, K. 171, és una composició de Wolfgang Amadeus Mozart acabada el setembre de 1773 durant la seva estada a Viena. Es tracta del quart d'una sèrie de sis quartets, coneguts com a Quartets vienesos.
Consta de quatre moviments:
1. Adagio-Allegro-Adagio
2. Menuetto
3. Andante
4. Allegro assai

En contrast amb l'estructura estàndard del quartets de corda –estructura que també s'observa en moltes de les seves simfonies–, en les que el minuet se situa com a tercer moviment, aquest quartet presenta el minuet en el segon moviment.